# Pesem in pevci
Pesem in pevci je drama Cirila Kosmača, ki je izšla leta 1999. Je tudi scenarij za komedijo Tistega lepega dne, ki jo je za oder priredil Srečko Fišer. Prvič so jo uprizorili leta 2000 na odru SNG Nova gorica.

## Osebe
- Štefuc, zidar
- Pečanka, kmetica
- Zana, njena hči
- Nace, njen sin, tihotapec
- Graparica, bajtarka
- Modest, Zanut, Nande, njeni sinovi, fašisti
- Ludvik, Graparičin sin, Zanin ženin
- Moj Jezus, krčmar
- Padar, bajtar, upokojeni žandar
- Hedvika, njegova hči
- župnik
- Miha Jereb, organist in krojač
- Jera, branjevka
- karabinjer
- fašist
- finančni stražniki
- natakarica, kmetje, kmetice, otroci

## Vsebina
Hedvika se iz službe v Milanu srečna pripelje domov na počitnice k staršem in nezakonski hčerkici v tolminsko vasico Vrtačo. Vaščani ne marajo fašistov, pod vodstvom župnika in organista, ki sta velika ljubitelja glasbe, kljubovalno prepevajo domače pesmi, najraje tiste, ki jih je fašistična oblast prepovedala. Le trije bratje Graparji so oblekli črne srajce, a jih je vaški silak Štefuc že pošteno prebutal, vaščani pa se jih izogibljejo. Štefuc je v hudi stiski, s šestimi otroki je že drugič vdovec; ker pa sta bili prejšnji ženi sestri, bi imel zdaj najrajši še tretjo sestro, Zano, pa tudi otroci so za to. Toda Zano je že zaral Graparjev Ludvik, kmalu bo rodila in župnik ju pri maši že vrže z lece enkrat za trikrat. Štefuc skuša preprečiti poroko, župnika prosi, naj pri Pečanovih govori zanj: na Pečanove babe da se je navadil, poleg tega pa bolj potrebuje ženo kot Ludvik, ki si lahko poišče kakšno drugo ... Župnik ga jezen nažene, z Jerebom se skrivaj napravljata na pot za Ljubljano, tj. ilegalen prehod meje - vse sta pripravljena tvegati, da bi le enkrat sedela v Operi in poslušala prave pevce! Z Nacetovo pomočjo se res srečno izmuzneta prek meje in se odpeljeta v Ljubljano, kjer blažena uživata v operni glasbi. Nazaj grede pa imata smolo, karabinjeri ju ujamejo in ju strogo zaslišujejo dokler ne ugotovijo, da je eden od njiju župnik. Ko jim župnik še razodene njuno ljubezen do glasbe ter jim z lepim baritonom celo zapoje arijo iz italijanske opere, se čisto raznežijo in jo izpustijo.
Medtem se je Štefuc z rajdo svojih otrok napotil k Pečanovimm da bi si priboril Zano. Toda Pečanka, hroma, a hudo odločna in učinkovita ženska, ga zavrne, prepričana je, da se mu je zmešalo. Nato skuša Štefuc pregovoriti Ludvika in ko ta ne popusti, saj ima Zano rad, ga vročekrvni Štefuc vrže z mostu v potok; Ludvik kliče na pomoč, Štefuc, po duši dober ko kruh, skoči za njim in ga zvleče iz vode.
Naslednji dan je poroka, svatom se v krčmi pri Mojem Jezusu pridruži Štefuc z otroki in nazdravi ženinu. Hedvika, ki je zmeraj pri roki za pomoč odpelje otroke domov. Štefucu pa zlomek ne da miru, že precej okajen sklene, da bo k Pečanovim na svatbo nesel vino, kar je za hišo smrtna žalitev. Med svatbo Pečanka oblastno obračuna z Ludvikovimi brati fašisti, pod Padarjevo komando morajo eksercitirati sredi vasi, nato pa pred svati zapeti prepovedano: Buči, morje Adrijansko. Pojavi se Štefuc z veliko pletenko, nastane pretep, v katerem Ludvik tako trešči Štefuca po glavi, da se ta sesede. Ludvik je ves iz sebe: vse da Štefucu, tudi Zano mu da, samo da ne bo mrtev! Štefuc se takoj zbudi, hoče prijeti Ludvika za besedo, a Pečanka mu ukaže z vodo politi oba – naj se vendar osvestita! Tedaj priteče Hedvika: brž po babico, Zana bo rodila! Vsi, tudi župnik, morajo počakati do jutra in ko se otrok rodi, ga vsa soseska ritualno sprejme: hvalabogu, vse se je srečno končalo, le Štefuc je žalosten. Pečanko, ki ga tolaži, da bodo tudi njemu našli par, na lepem obide razsvetljenje: tu je vendar Hedvika, kakor nalašč zanj! Soseska je navdušena, novi ženin in nevesta se ogledujeta in se začudena sprašujeta: kako, da nisva že prej opazila drug drugega? Vsi jima nazdravijo in ubogi župnik še zmerom ne sme domov, kajti ohcet se nadaljuje.